# Toontje van Lankvelt
Toontje Adrianus van Lankvelt (Rivers, 1º luglio 1984) è un ex pallavolista canadese.
Giocava nel ruolo di schiacciatore.

## Carriera

### Club
La carriera di Toon Van Lankvelt inizia nel campionato universitario canadese, il CIS Championship, con la Manitoba. Approda in Europa nella stagione 2007-08, acquistato dalla formazione greca dell'Ethnikos Alexandroupolīs, in A1 Ethnikī. Nella stagione seguente si trasferisce ai ciprioti del Pafiakos, in A' katīgoria.
Nel campionato 2009-10 viene tesserato dagli austriaci dell'Aich/Dob, club di 1. Bundesliga, mentre nel campionato successivo gioca in Belgio nelle file dell'Asse-Lennik, club impegnato in Liga A.
Per il campionato 2011-12 si accasa nella formazione italiana del Piemonte: con la squadra cuneese partecipa alla Serie A1. Conclusa questa esperienza, firma un contratto annuale per l'annata 2012-13 con i francesi del Nantes.
Dopo un periodo di inattività, nel gennaio 2014 viene ingaggiato dall'ASUL Lyon per la seconda parte dell'annata 2013-14, dove resta anche nel campionato 2014-15, sempre nella massima divisione transalpina. Nella stagione 2015-16 approda nella Polska Liga Siatkówki, vestendo la maglia dello Jastrzębski Węgiel, mentre nella stagione seguente partecipa alla V-League sudcoreana con gli Hyundai Skywalkers, senza tuttavia concludere l'annata: qualche mese dopo annuncia il proprio ritiro dall'attività agonistica.

### Nazionale
Nel 2006 esordisce con la nazionale canadese, con cui in seguito vince la medaglia d'argento alla Coppa panamericana 2008, bissata nel 2009. Conquista poi la sua terza medaglia alla Coppa panamericana 2011, questa volta di bronzo.
Negli ultimi anni in cui veste la maglia del Canada, vince la medaglia d'oro alla NORCECA Champions Cup 2015, la medaglia bronzo ai XVI Giochi panamericani e quella d'oro al campionato nordamericano 2015.

## Palmarès

### Nazionale (competizioni minori)
- Coppa Panamericana 2008
- Coppa Panamericana 2009
- Coppa Panamericana 2011
- NORCECA Champions Cup 2015
- Giochi panamericani 2015